# Белянинов, Борис Иванович
Белянинов Борис Иванович (1927—2009) — живописец, представитель русской Академической школы живописи. Реставратор.

## Биография
Борис Белянинов начал рисовать в 6 лет. До войны учился в детской школе живописи при Московском институте изобразительных искусств у Алексея Кравченко. Во время ВОВ работал на трудовом фронте, награждён медалью «За доблестный труд во время Великой Отечественной войны».
В 1959 году окончил Московское государственное академическое художественное училище памяти 1905 года, где учился у Михаила Добросердова. В том же году поступил на работу в Государственный исторический музей в качестве художника-реставратора. Был одним из реставраторов «Бородинской панорамы». Участвовал в реставрации фресок Новодевичьего монастыря и многих других храмов. В ГМИ Белянинов расчищал закрашенное большевиками древо династии Романовых на потолке музея, реставрировал панно Виктора Васнецова «Каменный век» и «Вид Керченского залива» Ивана Айвазовского, картины Генриха Семирадского, парадные портреты графов Николая Петровича и Дмитрия Николаевича Шереметевых работы Владимира Боровиковского и Ореста Кипренского, «Портрет князя Голицына» Валентина СероваВернисажи февраля :  [рус.] // Диалог искусств. — 2208. — Февраль. — С. 148..
В ГИМ Борис Белянинов проработал реставратором высшей категории до 2004 года, являлся ведущим специалистом в области реставрации масляной живописи ГМИ. Возглавлял Аттестационную комиссию минкульта СССР. Получил первую премию за оформление павильона на ВДНХ во время Международного Московского фестиваля Молодёжи.
Член Союза художников СССР с 1971 года. Постоянно выезжал в творческие поездки с группой московских художников, в том числе с Владимиром Стожаровым, Никитой Федосовым, Олегом Толстым.
Работал в жанре портрета, натюрморта, исторической картины. С 1953 года принимал участие в зональных, юбилейных, всесоюзных выставках. Персональные выставки Белянинова прошли в Афинах в 1977 году, а также в Москве в 1983 и 1997. На последней персональной выставке в ГМИ в 2008 «Художник Борис Белянинов. Жизнь в Музее» были представлены его собственные картины и отреставрированные уникальные работы.
Произведения приобретались с выставок министерством культуры РСФСР, союзом художников РСФСР, музеями страны, коллекционерами США, Мексики, Аргентины, Италии, Греции, Швеции, Германии и др.